# こども110番の家
こども110番の家（こどもひゃくとおばんのいえ、地域によっては「子ども110番の家」とも表記）は、日本で行なわれている子供のための緊急避難所設置の取り組み、およびその取り組みによって設置された避難所のことである。

## 概要
1990年代頃より子供を狙った犯罪が増えてきたことを受けて、警察や地方公共団体によって設置・推進が進められている。主に通学路にある商店が地域活動の一環として行なっている場合が多いが、民家がその役割を行なっている場合もある。
また中規模以上の鉄道駅でも行っている事例も多くなっている。
その他、地域によっては一部のタクシー事業者が「こども110番のタクシー」を走らせている。この場合、子供を空車または回送中のタクシーに避難させ、子供の申し出によりタクシードライバーが警察に通報することもできる仕組みである。